# Maddalena (pel·lícula)
Maddalena és una pel·lícula italiana de 1954 dirigida per Augusto Genina. Fou exhibida al I Festival Internacional de Cinema de Sant Sebastià i presentada al 7è Festival Internacional de Cinema de Canes.

## Argument
Durant la celebració anual del Divendres Sant en un petit poble italià el sacerdot local Don Vincenzo (Gino Cervi) s'enfronta a una crisi quan la noia escollida per interpretar la Mare de Déu diu que està embarassada. Aquest gir d'esdeveniments és beneficiós per al magnat de negocis Lamberti (Charles Vanel), que cerca una manera de desprestigiar Don Vincenzo als ulls dels vilatans. Proposa el paper a Maddalena, una noia que treballa com a prostituta.

## Repartiment
- Märta Torén - Maddalena
- Gino Cervi - Don Vincenzo
- Charles Vanel - Giovanni Lamberti
- Jacques Sernas - Giovanni Belloni
- Valentine Tessier - Geltrude
- Isa Querio - Luisa